# Libardo Ramírez Gómez
Libardo Ramírez Gómez (ur. 12 listopada 1933 w Garzón) – kolumbijski duchowny rzymskokatolicki, w latach 1986-2003 biskup Garzón.

## Życiorys
Święcenia kapłańskie przyjął 26 maja 1956. 8 lutego 1972 został mianowany biskupem Armenii. Sakrę biskupią otrzymał 8 kwietnia 1972. 18 października 1986 objął rządy w diecezji Garzón. 15 marca 2003 zrezygnował z urzędu.